# Nornan

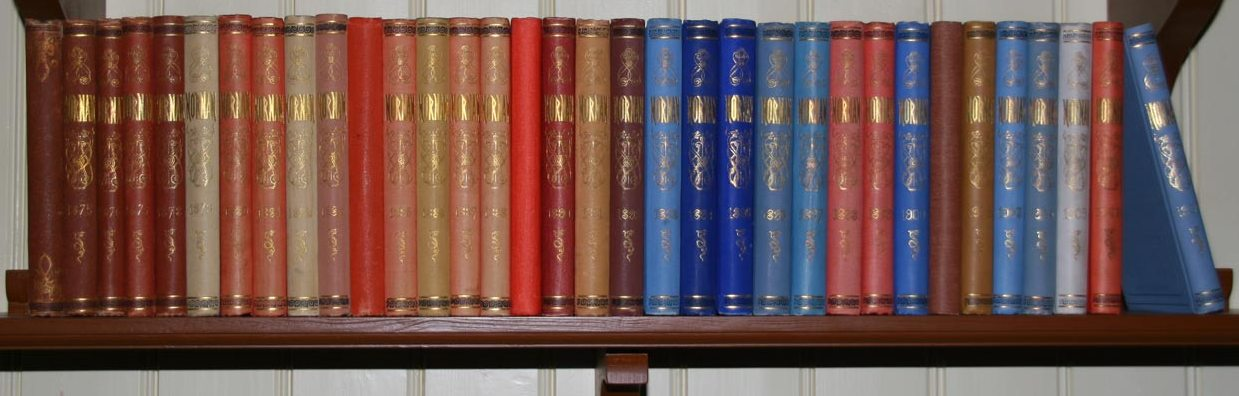
Sämtliche Jahrgänge des Almanachs Nornan (1874–1907)

Nornan ist der Name eines schwedischen Almanachs, der von 1873 bis 1906 erschien. Nornan enthielt vor allem literarische und kunsthistorische Beiträge und erschien kurz vor Weihnachten für das folgende Jahr. Herausgeber war bis 1885 A. F. Skoglund, danach erschien er bei Z. Hæggström mit Georg Nordensvan als verantwortlichem Redakteur. Ab 1903 wirkte Johan Bergman als Herausgeber.
Der Inhalt war eine Mischung aus literarischen Texten, Gedichten, Reiseberichten und Essays. Viele bekannte Autoren erhöhten die Popularität des Almanachs, hierzu gehörten: Vilhelm Ekelund, Gustaf Fröding, Bertel Gripenberg, Ola Hansson, Frans Hedberg, Verner von Heidenstam, Erik Axel Karlfeldt, Emil Kléen, Ellen Key, Selma Lagerlöf, Anne Charlotte Leffler, Oscar Levertin, Onkel Adam, K.G. Ossiannilsson, Viktor Rydberg, Elias Sehlstedt und August Strindberg.
Zudem bereicherten Anders Zorn, Carl Larsson und Bruno Liljefors sehr oft den Inhalt.
Ab 1876 enthielt der Almanach einen Rückblick auf die Literatur, ab 1877 auch auf die Bildenden Künste des vergangenen Jahres.
Unter Nordensvans Herausgeberschaft ab 1886 bekam auch die jüngere Autorengeneration die Möglichkeit zum Almanach beizutragen, zugleich wurden nun die grafischen Beiträge gleichrangig mit den literarischen behandelt. Gerade die Kunstdarstellungen unterschied Nornan von anderen Almanachen. Nornans größter Konkurrent war der im Albert-Bonnier-Verlag erscheinende Svea-Almanach.

## Galerie

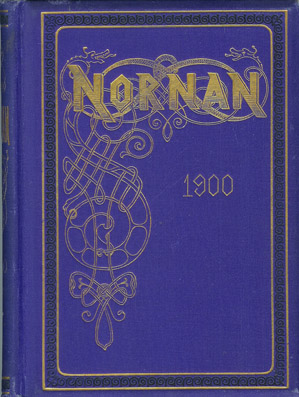
Umschlag des Nornan für das Jahr 1900, 27. Jahrgang
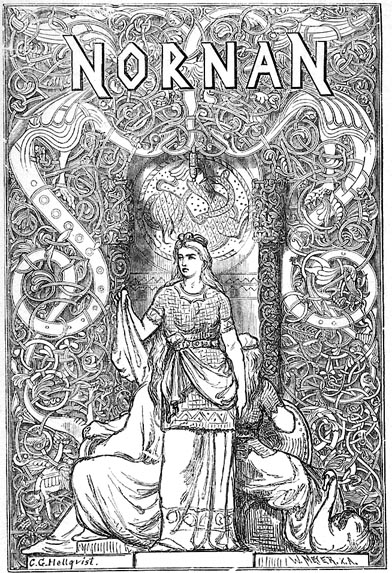
Frontispiz des Nornan für das Jahr 1900, 27. Jahrgang
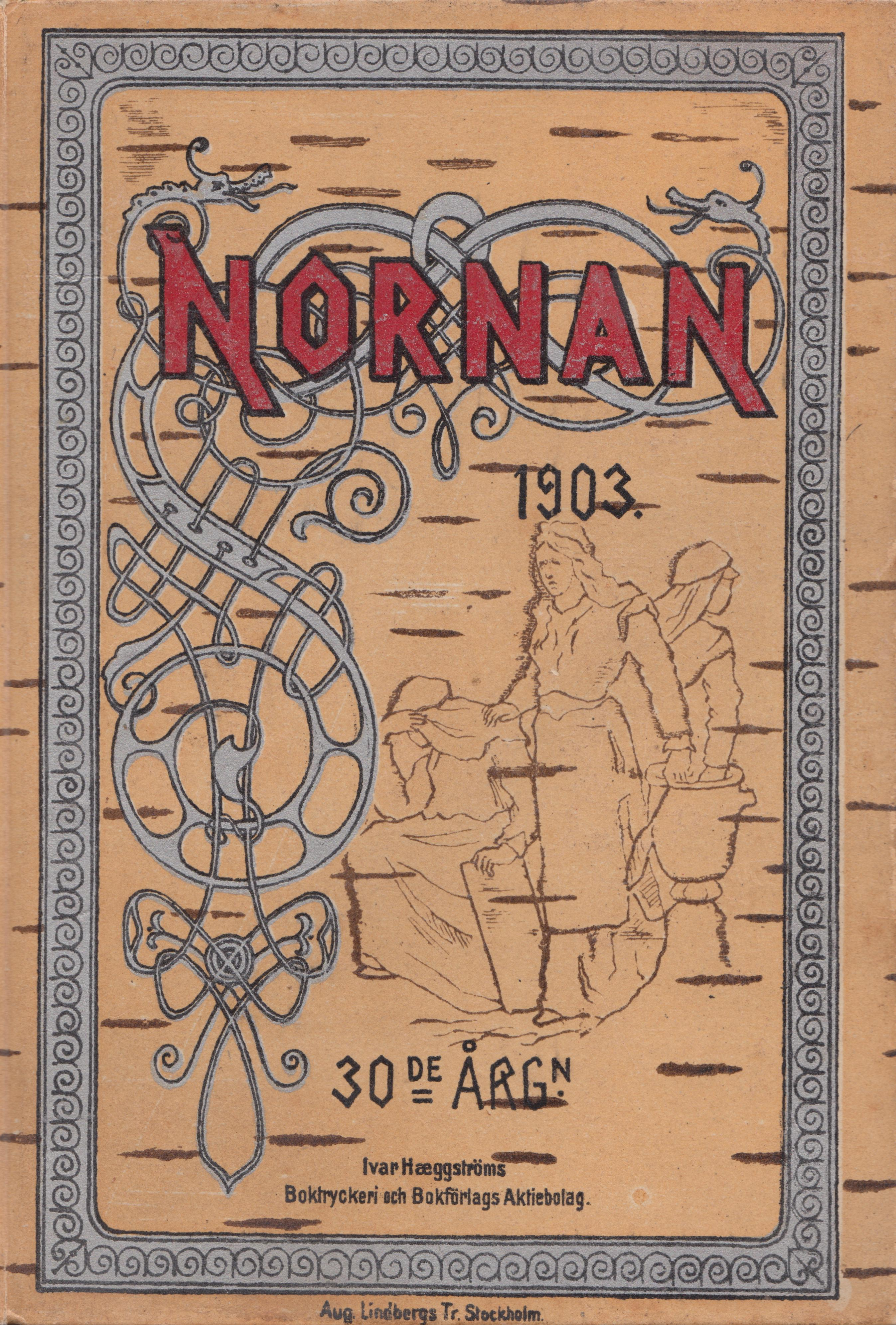
Umschlag des Nornan für das Jahr 1903, 30. Jahrgang